# Marcelo Pocavida
Marcelo Oscar Araneo (Buenos Aires, 1 de octubre de 1964), más conocido por su seudónimo Marcelo Pocavida, es un cantante, performer, guionista, escritor y actor de cine de películas de terror de clase B argentino. Es considerado como unos de los iniciadores del punk en Argentina desde la escena underground. Su apellido artístico «Poca vida» lo obtuvo debido a que se encerraba en su cuarto a leer o escuchar música todo el día, sin salir de su casa.

## Biografía
Originario de Lanús, Marcelo Pocavida formó parte de varias bandas del movimiento punk argentino de los años 80 y 90, entre ellas: Los Baraja, Muerte Civil, Anti Nasty, Vudú, Cadáveres de Niños y Star Losers. En la actualidad, lidera la agrupación «Marcelo Pocavida & The Viagra Boys».
Se caracteriza por utilizar en sus conciertos indumentaria oscura, ropa de mujer, muñecos bañados en sangre o actuar en escena completamente desnudo con la idea de llamar la atención del espectador, una táctica muy común en sus shows. Este estilo es influenciado por los subgéneros shock rock y horror punk.
En 1988, con Los Baraja, y junto a otras bandas punks de la época como Attaque 77, Flema y Comando Suicida, tuvieron la oportunidad de aparecer en el compilado Invasión 88, con las canciones «Juntando tropas», «Operación ser humano», «Estamos juntos», «Punks» y «Dueños del mundo de hoy», entre otras.
En los años 90 continuó en la escena underground, compartiendo escena con otros artistas independientes que tendrían resonancia, como Carlos Rodríguez (de Fun People) o Patricia Pietrafesa (de She-Devils); con esta última formó «Miles de millones de cadáveres de niños negros muertos de hambre y de frío», banda bautizada posteriormente como Cadáveres.
En 2008, tuvo un incidente de gran relevancia con Charly García, en un confuso episodio tras un concierto de New York Dolls. Pocavida dirigió palabras de agravio en contra del afamado artista, acusándolo de «hippie», Charly García lo escupió y acto seguido se escupieron el uno al otro. García, por su parte, respondió a la agresión propinadondole una fuerte bofetada, lo que desató una pelea entre los dos artistas.
En 2012, edita su primer trabajo discográfico de estudio como solista, titulado Irreversible; este material contiene composiciones propias y versiones de otros artistas amigos suyos.
En 2013, protagonizó su primer film de terror, titulado Making off sangriento: Masacre en el set de filmación; en donde interpretó a Ricardo B, un asesino en serie contratado para filmar una película de terror, donde interpretaría básicamente a un asesino serial. También le seguirían títulos como Jorge y Alberto contra los demonios neoliberales (2014) y Desacato a la autoridad, relatos de punks en Argentina 1983-1988 (2015). 
En 2021, edita su primer libro "Guía del Mal de Buenos Aires" donde compila 12 historias criminales que recorren la historia criminal de Buenos Aires. 
Entre sus influencias se encuentran artistas como GG Allin, Dead Boys, Sex Pistols, The Clash, Los Violadores, Alice Cooper y Black Flag, entre otros.

## Discografía parcial
Su discografía es escasa; aquí se incluye una reseña de sus discos más importantes:
- 1988 Invasión 88
- 1995 Cadáveres
- 2000 Sabrás lo que es perder
- 2008 Samesugas
- 2012 Irreversible
- 2013 Rock podrido (Mastifal, invitado)